# دباء نتالي
دباء نتالي (الاسم العلمي:Lagenaria natalensis) هو نوع من النباتات يتبع جنس الدباء (جنس) من الفصيلة القرعية.